# Arthur C. Clarke
Ngài Arthur Charles Clarke CBE FRAS (16 tháng 12 năm 1917 – 19 tháng 3 năm 2008) là một nhà văn khoa học viễn tưởng, nhà văn khoa học, nhà tương lai học, nhà phát minh, nhà thám hiểm biển, và người dẫn chương trình truyền hình người Anh.
Ông đồng sáng tác kịch bản cho bộ phim năm 1968 2001: A Space Odyssey, được coi là một trong những bộ phim có ảnh hưởng nhất mọi thời đại. Ông đã viết rất nhiều tác phẩm và bài tiểu luận cho những tạp chí nổi tiếng. Vào năm 1961, ông nhận Giải Kalinga, một giải thưởng của UNESCO cho phổ biến khoa học. Những tác phẩm khoa học và khoa học viễn tưởng khiến ông có biệt danh "Nhà tiên tri của Kỷ nguyên Không gian". Những tác phẩm khoa học viễn tưởng cũng giúp ông nhận được giải Hugo và Nebula, và cùng với một lượng độc giả lớn, đã khiến ông trở thành tượng đài của thể loại này.
Clarke cũng là một người ủng hộ du hành vũ trụ. Vào năm 1934, khi vẫn còn là một thiếu niên, ông tham gia vào Hội Liên hành tinh Anh Quốc. Vào năm 1945, ông đề xướng một hệ thống liên lạc vệ tinh sử dụng quỹ đạo địa tĩnh. Ông là chủ tịch của Hội Liên hành tinh Anh Quốc từ năm 1946 tới năm 1947 và một lần nữa từ năm 1951–1953.
Clarke định cư ở Xây-lan (giờ là Sri Lanka) vào năm 1956 do sở thích lặn biển của mình. Cùng năm đó, ông đã phát hiện ra tàn tích dưới nước của Đền Koneswaram ở Trincomalee. Clarke trở nên nổi tiếng hơn vào thập niên 1980, khi làm người dẫn chương trình của nhưng chương trình như là Arthur C. Clarke's Mysterious World. Ông sống ở Sri Lanka ch tới cuối đời.
Clarke được trao danh hiệu Chỉ huy Đế quốc Anh (CBE) vào năm 1989. Ông được phong tước hiệp sĩ vào năm 1998 và được trao danh hiệu dân sự cao nhất của Sri Lanka, Sri Lankabhimanya, vào năm 2005.

## Giải thưởng và danh hiệu
Clarke nhận Huy chương Stuart Ballantine từ Viện Franklin vì những ý tưởng về vệ tinh liên lạc, cùng với nhiều danh hiệu khác. Ông đã nhận hơn một tá giải thưởng văn học hàng năm nhờ những tác phẩm khoa học viễn tưởng của mình.
- Vào năm 1956, Clarke thắng Giải Hugo nhờ truyện ngắn "Ngôi sao".[18]
- Clarke thắng giải thưởng của UNESCO–Giải Kalinga vì đã Phổ biến Khoa học vào năm 1961.[19]
- Ông thắng giải Huy chương Stuart Ballantine vào năm 1963.[20]
- Được đề cử Oscar cùng với Stanley Kubrick trong hạng mục Kịch bản gốc xuất xắc nhất nhờ phim 2001: A Space Odyssey.
- Sự nổi tiếng của 2001 đã dẫn đến việc Mô-đun chỉ huy của con tàu Apollo 13 được đặt tên là "Odyssey".[21]
- Clarke thắng Giải Nebula[22] (1973) nhờ cuốn tiểu thuyết ngắn, "Cuộc gặp với Medusa".
- Clarke thắng Giải Nebula (1973)[23] và Giải Hugo (1974)[24] nhờ cuốn tiểu thuyết Cuộc hẹn với Rama.
- Clarke thắng Giải Nebula (1979)[25] và Giải Hugo (1980)[26] nhờ cuốn tiểu thuyết Nguồn nước thiên đường.
- Vào năm 1982, ông thắng Giải Marconi nhờ sự đổi mới trong thiết bị liên lạc và điều khiển từ xa trong không gian.[27]
- Vào năm 1985, Hiệp hội Nhà văn Khoa học viễn tưởng và Kỳ ảo đã vinh danh ông là SFWA Grand Master  thứ 7.[28]
- Vào năm 1986, ông được bầu vào Học viện Kỹ thuật Quốc gia vì ý tưởng về vệ tinh liên lạc địa tĩnh, và những đóng góp khác về sử dụng và hiểu biết về không gian
- Vào năm 1988, ông được trao Bằng Danh dự (Tiến sĩ Văn học) bởi Đại học Bath.[29]
- Độc giả của tạp chí Interzone bầu chọn ông là tác giả khoa học viễn tưởng hay thứ hai mọi thời đại từ năm 1988–1989.[17]
- Ông nhận danh hiệu CBE vào năm 1989,[10] và được phong tước hiệp sĩ vào năm 2000.[11][30][31]
- Vào năm 1994, Clarke được đề cử cho Giải Nobel Hòa bình bởi giáo sư luật Glenn Reynolds.[32]
- Đại sảnh Danh vọng Khoa học viễn tưởng và Kỳ ảo ghi danh Clarke vào năm 1997.[33]
- Vào năm 2000, ông trở thành Người Hỗ trợ Đặc biệt của Hiệp hội Nhân văn Anh Quốc.[34]
- 2001 Mars Odyssey được đặt tên theo tác phẩm của Clarke.
- Vào năm 2003, Clarke được trao Giải Công nghệ của Ngày hội Công nghệ Telluride, nơi ông xuất hiện trên sân khấu thông qua ảnh ba chiều with a cùng với nhóm bạn cũ bao gồm Jill Tarter, Neil Armstrong, Lewis Branscomb, Charles Townes, Freeman Dyson, Bruce Murray, và Scott Brown.
- Vào năm 2004, Clarke nhận Giải Heinlein vì những thành quả xuất sắc trong khoa học viễn tưởng nagwj và khoa học định hướng.[35]
- Vào ngày 14 tháng 11 năm 2005, Sri Lanka trao Clarke danh hiệu dân sự cao nhất, Sri Lankabhimanya (Niềm kiêu hãnh của Sri Lanka), vì những đóng góp vào khoa học và công nghệ cũng như là sự tận tâm đối với đất nước này.[36]
- Clarke là Chủ tịch Hội đồng Danh dự của Viện Hợp tác trong không gian, thành lập bởi Carol Rosin, và là thành viên Ban giám đốc của Hội Không gian Quốc tế, một tổ chức thành lập bởi Wernher von Braun.

## Tác phẩm

### Bộ tiểu thuyết
A Space Odyssey (Một chuyến du hành không gian)
- 2001: A Space Odyssey (Năm 2001: Chuyến du lịch không gian, 1968)
- 2010: Odyssey Two (Năm 2010: Chuyến du hành thứ hai, 1982)
- 2061: Odyssey Three (Năm 2061: Chuyến du hành thứ ba, 1987)
- 3001: The Final Odyssey (Năm 3001: Chuyến du hành cuối cùng, 1997)

Rama
- Rendezvous with Rama (Cuộc hẹn với Rama, 1972)
- Rama II (1989) với Gentry Lee
- The Garden of Rama (1991) với Gentry Lee
- Rama Revealed (1993) với Gentry Lee

A Time Odyssey (Du hành thời gian) (với Stephen Baxter)
- Time's Eye (2003)
- Sunstorm (Bão Mặt Trời, 2005)
- Firstborn (2007)

### Tiểu thuyết
- Against the Fall of Night (1948 - 1953), còn tên khác là The City and the Stars (Thành phố và những vì sao)
- Prelude to Space (Khúc dạo đầu cho không gian, 1951)
- The Sands of Mars (1951)
- Islands in the Sky (1952)
- Childhood's End (Kết cuộc tuổi thơ, 1953)
- Earthlight (1955)
- The Deep Range (1957)
- A Fall of Moondust (1961)
- Dolphin Island (Đảo cá heo,1963)
- Glide Path (1963)
- Imperial Earth (1975)
- The Fountains of Paradise (Nguồn nước Thiên đường, 1979)
- Songs of Distant Earth (1986)
- Cradle (1988)
- Beyond the Fall of Night (1990)
- The Ghost from the Grand Banks (1990)
- The Hammer of God (1993)
- Richter 10 (1996) với Mike McQuay
- The Light of Other Days (2000) với Stephen Baxter
- The Last Theorem (2008) với Frederik Pohl

### Tuyển tập truyện ngắn
- Expedition to Earth (1953)
- Reach for Tomorrow (1956)
- Venture to the Moon (1956)
- Tales from the White Hart (1957)
- The Other Side of the Sky (1957)
- Tales of Ten Worlds (Những câu chuyện của 10 thế giới, 1962)
- The Nine Billion Names of God (Chín tỉ cái tên của Chúa, 1967)
- Of Time and Stars (1972)
- The Wind from the Sun (Gió từ Mặt Trời, 1972)
- The Sentinel (1983)
- Tales From Planet Earth (1990)
- More Than One Universe (Nhiều hơn một vũ trụ, 1991)